# Universidad de los Andes (Chile)

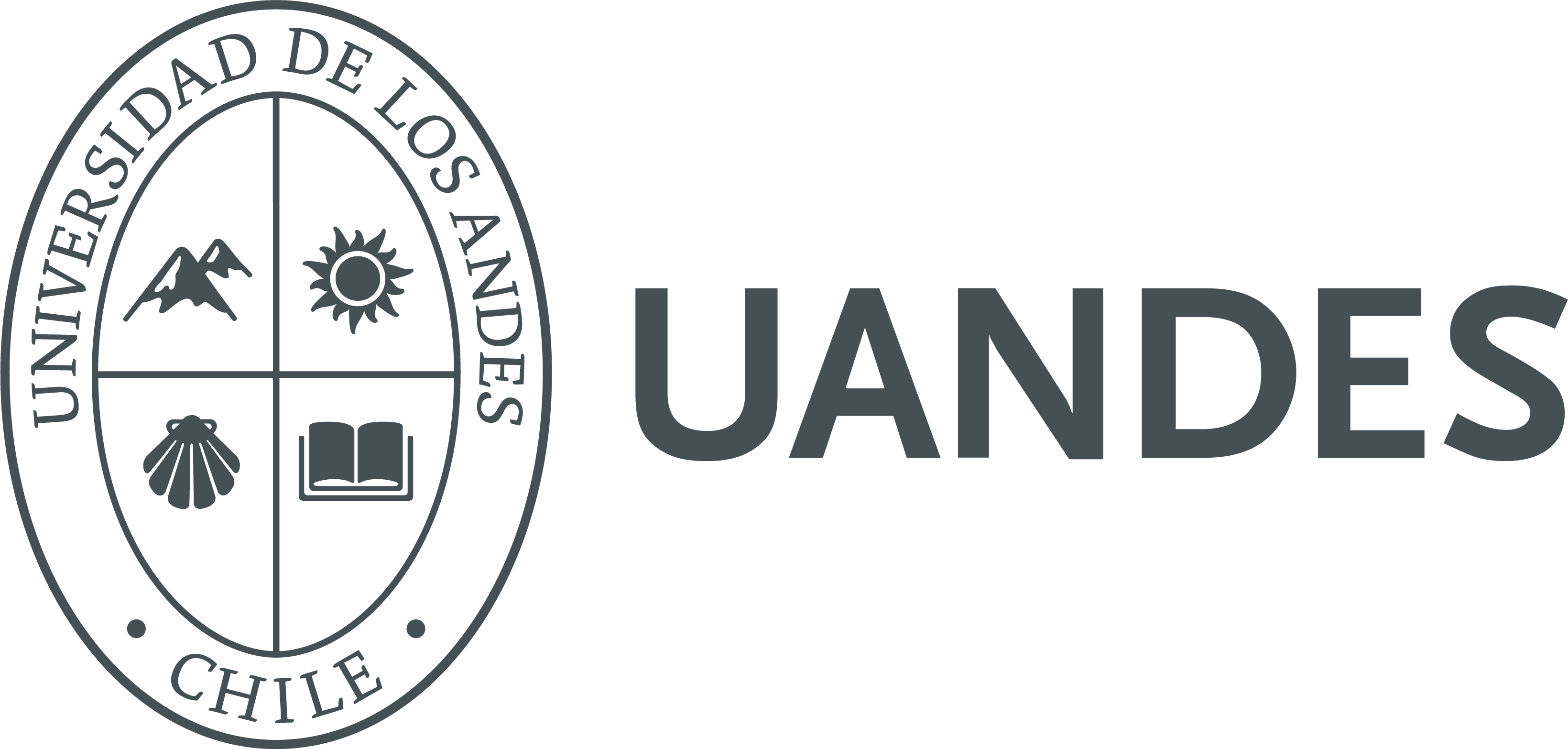

Die Universidad de los Andes (Chile) (dt. Universität der Anden) in Santiago de Chile ist eine  Privatuniversität in Chile. Sie verfügt über die Fakultäten Gesundheitswissenschaften, Ingenieurwissenschaften, Wirtschaft- und Geisteswissenschaften.